# لئوویلیانگ
لئوویلیانگ (اندونزیایی: Leuwiliang) شهری در استان جاوه غربی کشور اندونزی است. جمعیت این شهر بر اساس سرشماری سال ۱۹۹۰ میلادی، ۲۴٫۹۸۵ نفر و بر اساس سرشماری سال ۲۰۰۰ میلادی، ۱۴۱٫۹۷۲ بوده که در سال ۲۰۰۷ میلادی به ۲۱۶٫۳۰۰ نفر افزایش یافته‌است.